# 駐地記者
通讯员（英語：correspondent），又稱為駐地記者（英語：on-the-scene reporter），是從事由報章雜誌、廣播台、電視台等指派去長駐一地的新聞工作者或時事評論員，以最快時間採取與當地息息相關的新聞。

## 术语
通讯员通常是杂志的记者或评论员，远距向报纸、广播或电视新闻或其他类型的公司提供报道。英文中“通讯员”这一术语得名于原来通过邮寄方式进行新闻报道的做法。
在英国，“通讯员”一词通常指具有特定专业领域的人，例如卫生问题通讯员。而“记者”通常是没有此类专业知识的人，由新闻台分配有关新闻中任何报道的报道。

## 香港
例如1970年代香港政府開始發展新界地區，因當時前往新界的交通不便，香港無綫電視就派出羅燦長駐新界，又例如香港殖民地時期有記者長駐英國倫敦。在1997年香港回歸後，香港傳媒開始重視兩岸的政經局勢，於是經常派記者常駐北京、廣州、澳門及台灣採訪及報道。

## 外部連結
维基共享资源上的相關多媒體資源：駐地記者